# 王王晃
王王晃（?—?），崖城拱北村人。南明总兵。
顺治四年（1647年），其父王应桃因抗拒剃发被殺。王王晃逃至崖西，與黎汉族共同抗清。顺治六年（1649年）效忠南明永历帝，授予总兵。因党爭被牵连，降职为副总兵，转战于云贵地区。顺治十六年（1659年）桂王在缅甸被杀。南明覆亡，王王晃逃回崖州，自号“水北渔人”。從此不仕。